# Јахел Вилан
Јахел Вилан (1. јануар 1968) је амбасадор Државе Израел у Србији од 2020. године.

## Образовање
Делом је пољског и мађарског порекла. Завршио је основне академске студије политичких наука на Универзитету у Тел Авиву 1995. године и одмах пошао на курс за обуку кадета Министарства спољних послова Израела. Од 2003. до 2005. године, похађао је мастер студије безбедности на Универзитету у Тел Авиву.
Говори хебрејски, енглески и француски језик.

## Дипломатска каријера
Дипломатску каријеру је започео 1996. године као други секретар Одељења за североисточну Азију при Министарству спољних послова. Од 1997. до 1998. је био отправник послова амбасаде у Киншаси (ДР Конго), а од 1998. до 1999. године у Ханоју (Вијетнам). Наредне године је именован за првог секретара амбасаде.
Између 2001. и 2003. године је службовао као конзул за односе са јавношћу Генералног конзулата Израела у Њујорку. Поново се вратио у министарство и постао први секретар Одељења за палестинска питања, а потом саветник Одељења за североисточну Азију.
За заменика шефа мисије амбасаде Израела у Будимпешти (Мађарска), именован је 2005. године. Одатле 2008. године одлази за заменика шефа мисије амбасаде у Варшави (Пољска). Кратко је био заменик Одељења за контролу извоза при министарству (2010-2011).
Од 2011. до 2015. године је радио као заменик шефа мисије при амбасади у Индији. Амбасадор Израела у Најробију (Кенија), који нерезиденцијално покрива Танзанију, Уганду, Малави и Сејшеле, именован је 2015. године. Од 2017. до 2020. године је био директор Одељења за источну и јужну Африку у Министарству спољних послова.
За амбасадора Израела у Републици Србији је именован 2020. године, као и амбасадора у Црној Гори на нерезиденцијалној основи. Акредитиве је предао Александру Вучићу, председнику Републике Србије, 16. септембра 2020. године у Палати Србије.

## Породица
У браку са супругом Шири је од 1995. године. Имају четири сина.